# Cásate conmigo, Maribel
Cásate conmigo, Maribel es una película española de comedia rodada en 1998, aunque no fue estrenada hasta 2002. Fue dirigida por el debutante Ángel Blasco y protagonizada en los papeles principales por Natalia Dicenta y Carlos Hipólito.
Está basada en la obra teatral Maribel y la extraña familia de Miguel Mihura.
La película estuvo nominada en la categoría de mejor guion adaptado en los premios del Círculo de Escritores Cinematográficos, galardón que finalmente recayó en el film Mi vida sin mí de Isabel Coixet.

## Sinopsis
Marcelino, joven viudo propietario de una fábrica de chocolates en Soria, viaja a Madrid para buscar novia. Allí conoce en un bar de alterne a Maribel, una prostituta de buen corazón, de la cual se enamora sin darse cuenta de su profesión. Pili, Rufi y Niní, amigas de Maribel desconfían de esa relación y la advierten de que Marcelino puede tratarse de un asesino de mujeres de mala vida. Por otro lado, la tía y la madre de Marcelino aceptan de buen grado la relación de Marcelino con una joven tan moderna.

## Reparto
| Intérprete              | Personaje       |
| ----------------------- | --------------- |
| Natalia Dicenta         | Maribel         |
| Carlos Hipólito         | Marcelino       |
| Nathalie Seseña         | Pili            |
| Mireia Ros              | Rufi            |
| Malena Alterio          | Nini            |
| María Isbert            | Dña. Paula      |
| Mari Ángeles Acevedo    | Dña. Matilde    |
| Francisco Jarque        | Pepe            |
| Víctor Israel           | Don Manuel      |
| Marta Flores            | Dña. Mercedes   |
| Anna Moreno             | Obdulia         |
| Christian Molina        | Camarero        |
| Miguel Ángel Blasco     | Eulogio         |
| Òscar Bosch             | Andrés          |
| Andrés Fernández        | Camarero 3      |
| Christian Molina        | Camarero 2      |
| Emilio Muñoz            | Guardia Civil 1 |
| Ivan Naranjo            | Mozo            |
| Antonio Palomo          | Guardia Civil 2 |
| Antonio Piza            | Don Fernando    |
| Concha Redondo          | Felisa          |
| Alfonso Revert          | Camarero 4      |
| Francesc Romero Segarra | Camarero 1      |